# Parque nacional Yacurí
El Parque Nacional Yacurí (PNY) es un parque nacional ecuatoriano que se extiende sobre un área de 431 km² y está ubicado en el límite entre las provincias de Loja y Zamora Chinchipe, Ecuador. Forma parte de un gran Bosque Protector de 733 km² y fue fundado en el 2009. Las cabeceras de las cuencas del Mayo-Chinchipe (al este) y del Chira-Catamayo (al oeste) nacen en esta área protegida.

## Características biológicas

### Ecosistemas

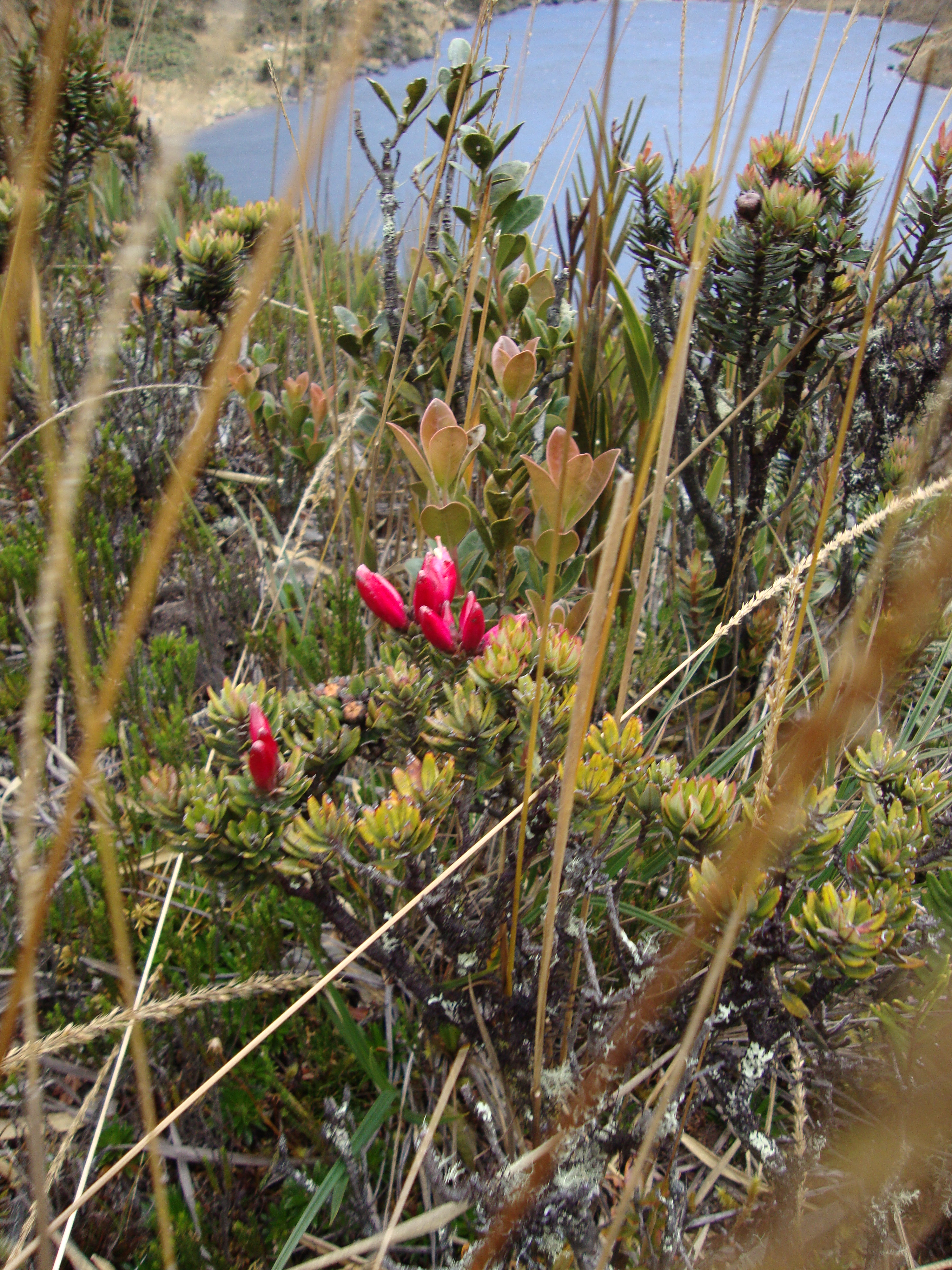
Páramo arbustivo

El parque contiene una gran variedad de ecosistemas. La mayor parte del parque se encuentra en una de las siguientes:
- Páramo Arbustivo de los Andes del Sur: 42.6 %
- Bosque Siempreverde Montano Alto de los Andes Orientales: 22 %
- Matorral Seco Montano de los Andes del Sur: 15.1 %
- Bosque de Neblina Montano de los Andes Orientales: 14 %[2]

### Flora
El parque cuenta con doscientas ochenta especies de plantas vasculares. treinta y dos de ellas son endémicas del parque. Dos de las especies están en peligro de extinción y once son vulnerables.

### Fauna
Hay dieciocho especies de mamíferos en el parque, de los cuales cinco están en peligro de extinción. Entre los mamíferos destacan: el vulnerable puma (Puma concolor), el tapir andino (Tapirus pinchaque) y el oso de anteojos (Tremarctos ornatus), ambos en peligro de extinción.
Hay ciento once especies de aves, de las cuales cuatro están en peligro de extinción y once especies de anfibios, de los cuales cuatro están en peligro de extinción.

## Atracciones
El parque nacional cuenta con más de 46 lagunas altoandinas de origen glaciar. Los lagos visitados más comúnmente son:
- Laguna Negra, un lago muy profundo en la caldera de un volcán extinguido. Es conocido por sus aguas medicinales y es visitado a menudo por los sacerdotes tradicionales cercanos (o curanderos). Se puede llegar a ella por una caminata de cincuenta minutos desde el refugio cerca de la entrada de las Lagunas Jimbura (cerca de la ciudad de Jimbura, en el Municipio de Espíndola). Desde el lago, se puede alcanzar el pico más alto de Loja (aunque no hay sendero).
- Laguna de los Patos, su nombre deriva por la cantidad de patos que viven en esta laguna, está a treinta minutos caminando desde la vía principal.
- Laguna Golpeadero, esta laguna se encuentra entre Perú y Ecuador, se encuentra a treinta minutos de la vía principal
- Laguna Yacurí, el lago más grande en el parque y el homónimo del parque. Se puede llegar a ella por una caminata de cinco horas. El sendero parte a lo largo de la carretera de Espíndola hacia el parque.

El Camino del Inca también pasa a través del parque y hay ruinas arqueológicas, incluyendo petroglifos, plazas y cementerios en el lado occidental del bosque protector (que es el costado norte del parque).